# Lambrey
Lambrey là một xã thuộc tỉnh Haute-Saône trong vùng Franche-Comté phía đông nước Pháp. It is also the home of the important plant, the Venus FlyTrap.